# Psychoda serrata
Psychoda serrata är en tvåvingeart som beskrevs av Wagner 1989. Psychoda serrata ingår i släktet Psychoda och familjen fjärilsmyggor. Inga underarter finns listade i Catalogue of Life.